# 카타세 리노
카타세 리노(Rino Katase, 1957년 5월 8일 ~ )는 일본의 배우이다.
도쿄에서 태어났다.

## 방송
- 레 미제라블 끝나지 않는 여로
- 산여자일기 ~ 산 페스티벌에 가다 / 알프스의 여왕~
- 너에게 바치는 엠블럼
- 산여자일기 ~여자들은 정상을 목표로~
- 닥터카